# キュリー (ロケットエンジン)
キュリー (Curie) は、アメリカとニュージーランドの企業であるロケット・ラボ社が開発・製造する液体燃料ロケットエンジンである。無毒性の「グリーン」推進剤を用いる一液式エンジンで、同社のエレクトロンロケットの3段目（キックステージ）とフォトン衛星バスで使用される。推力は 120 N (27 lbf) で、比推力は非公開である。
2018年1月21日にスパイアー・グローバル社が製造したキューブサット型の気象・船舶監視衛星Lemur-2を円軌道に投入する際に初めて使用された。これはロケット・ラボにとっても初めての軌道投入ミッションであった。

## 設計
小型衛星を所定の軌道に投入し、小型衛星による衛星コンステレーションを速やかに構築したり、衛星を画像観測に適切な位置に送り込むことを目的に設計された小型液体ロケットエンジンで、ポーランドの科学者マリ・キュリーにちなんで名付けられた。3Dプリント技術を用いて製造される。

### 一液式
エレクトロンの3段目（キックステージ）には独自の姿勢制御システム、アビオニクス、電力・通信システムが装備されている。キュリーは2018年1月に初飛行したが、この際に3段目でPlanet Labs社の地球観測衛星ダブを軌道に投入した後、約40分間慣性飛行を行って再点火する軌道実証を行った。テスト後、3段目は軌道上に放棄されたが、ロケット・ラボは今後の打ち上げではスペースデブリにならないようペイロード分離後は軌道から離脱させる、と発表した。
ロケット・ラボ自身は一液式推進剤の詳細を公開していないが、同社はアメリカ国防高等研究計画局 (DARPA) の資金提供で無毒性の粘性一液式液体推進剤 (Viscous liquid monopropellant、VLM) を開発しており、2012年にはデモンストレーションを行っている。

### 二液式
2020年8月に、ロケット・ラボはキックステージではキュリーの推進剤として二液式推進剤を使用するとした。

### ハイパーキュリー
ロケット・ラボは、キュリーの推力向上版であるハイパーキュリー (HyperCurie) を開発している。ハイパーキュリーは2022年6月のNASAの月軌道衛星キャップストーンの打ち上げで使用された。